# Ángel Reyna
Ángel Eduardo Reyna Martínez (né le 19 septembre 1984 à Mexico au Mexique) est un joueur international de football mexicain, qui joue au poste d'attaquant ou d'ailier.

## Palmarès
- Vainqueur de la Gold Cup 2011
- Trophée de buteur (Clausura 2011)